# Robert Anderson (sceneggiatore)
Robert Woodruff Anderson (Manhattan, 28 aprile 1917 – Manhattan, 9 febbraio 2009) è stato uno sceneggiatore, scrittore e produttore teatrale statunitense.
Ha ricevuto due nomination all'Oscar per i film La storia di una monaca (1959) e Anello di sangue (1970).

## Biografia
Figlio di Myra Esther (Grigg) e James Hewston Anderson, un uomo d'affari che si era fatto da solo. Frequentò la Phillips Exeter Academy di Exeter, nel New Hampshire, che in seguito dichiarò essere stata un'esperienza solitaria. Durante gli studi si innamorò di una donna anziana, situazione che in seguito divenne il canovaccio della commedia Tea and Sympathy. Successivamente frequentò l'Università di Harvard, conseguendo una laurea ed un master. Potrebbe essere ricordato come l'autore di Tè e simpatia. La commedia fece il suo debutto a Broadway nel 1953 e nel 1956 la Metro-Goldwyn-Mayer la trasformò in un film; tutte e due le produzioni erano interpretate da Deborah Kerr e John Kerr.
Lo show You Know I Can't Hear You When the Water's Running, una raccolta di quattro commedie in un atto, andò in scena a New York nel 1967, avendo più di 700 spettacoli. Altre sue opere di successo a Broadway furono Silent Night, Lonely Night (1959) e I Never Sang for My Father (1968). Ha scritto le sceneggiature di Until They Sail (1957), The Nun's Story (1959) e The Sand Pebbles (1966). Ha anche scritto molte sceneggiature televisive, tra cui l'opera televisiva The Last Act Is a Solo (1991) e i romanzi After (1973) e Getting Up and Going Home (1978). Fu iscritto nella American Theater Hall of Fame nel 1981.

### Vita privata
Anderson è stato sposato con Phyllis Stohl dal 1940 fino alla sua morte nel 1956 e con l'attrice Teresa Wright dal 1959 fino al divorzio nel 1978. Anderson è morto di polmonite il 9 febbraio 2009 nella sua casa di Manhattan, all'età di 91 anni, dopo aver sofferto della malattia di Alzheimer negli ultimi sette anni.